# I love shopping a New York
I love shopping a New York è il secondo libro della serie di Sophie Kinsella dedicata alla protagonista Rebecca Bloomwood.

## Trama
Rebecca Bloomwood è riuscita ad ottenere un soddisfacente lavoro come esperta finanziaria in una trasmissione televisiva (Caffè del mattino), è felicemente fidanzata con Luke Brandon, giovane e capace imprenditore, e la sua vita sembra finalmente essere tornata normale: ha saldato tutti i suoi debiti e ha instaurato un ottimo rapporto con il funzionario di banca che si occupa delle sue (disastrate) finanze. Inoltre Luke sembra interessato ad aprire una filiale della sua società a New York e vuole Becky al suo fianco.
I due partono così per una prima visita di due settimane nella città, durante le quali Luke dovrebbe concludere il suo tanto agognato accordo e Becky dovrebbe iniziare a prendere contatto con varie emittenti televisive locali per esportare negli Stati Uniti la sua rubrica. Tutto sembra procedere per il meglio, fin quando sul giornale inglese Daily World non esce un articolo dedicato alle finanze di Becky che, neanche a dirlo, sono tornate più catastrofiche che mai per il suo frenetico shopping. La vita della ragazza sembra distrutta: è costretta a tornare a Londra dopo una lite con Luke che la accusa di aver fatto saltare il suo accordo con i finanziatori americani a causa della cattiva pubblicità.
Al suo ritorno in patria, Becky scopre di aver perso il lavoro e tutti i suoi contatti newyorkesi le voltano le spalle. Letteralmente sommersa dai debiti, cerca un brillante espediente per cavarsela ancora una volta senza perdere la faccia e, risolta la questione, decide di trasferirsi da sola in America. Sarà proprio Becky a salvare Luke e la sua compagnia, aiutata dalla sua scaltrezza e da un pizzico di fortuna. Dopo aver scoperto la verità, l'uomo si recherà nuovamente a New York per raggiungerla, porgerle le sue scuse e chiederle di diventare la sua consulente personale di shopping.

## Edizioni
- Sophie Kinsella, I love shopping a New York, traduzione di Annamaria Raffo, collana I Miti, Arnoldo Mondadori Editore, 2007,  pp. 417, cap. 18, ISBN 978-88-04-57293-0.